# Robert Victor Neher
Robert Viktor Neher (* 2. Februar 1886 in Schaffhausen; † 21. November 1918 ebenda) war ein Schweizer Industrieller und Pionier der Aluminiumtechnologie.

## Herkunft
Robert Viktor Neher war Sohn des Schaffhauser Fabrikanten und Obersten Georg Robert Neher (1838–1925), der Direktor der Schweizerischen Waggons-Fabrik, zeitweise auch des Eisenbergwerks Gonzen war. Als Vertreter der J. G. Neher Söhne & Cie. war Georg Robert Neher auch wesentlich an der Ansiedlung des ersten europäischen Aluminiumwerks in Neuhausen und der Gründung der Aluminium Industrie AG. Neuhausen (AIAG) beteiligt. Stammvater der Familie Neher, die zahlreiche Unternehmerpersönlichkeiten hervorgebracht hat, war Johann Georg Neher.

## Produktentwicklungen

### Aluminiumfolie für Gasballons
Robert Viktor Neher studierte von 1906 bis 1910 Rechts- und Wirtschaftswissenschaften an den Universitäten Genf, Zürich und Berlin. Er wurde über einen Umweg zum Pionier der Aluminiumfolienproduktion. 1909 fand in Zürich die Gordon-Bennett-Ballonwettfahrt statt, bei der auch Neher anwesend war. Eine Gruppe von Studenten war sich einig darüber, dass der Erfolg bei solchen Wettbewerben wesentlich davon abhänge, dass die Ballons so wenig Gas wie möglich verlören. Neher, der zu dieser Zeit vor seinem Doktorexamen stand, hatte die Idee, die seidene Ballonhülle mit einer dünnen Aluminiumfolie zu überziehen und damit dicht zu machen. Er besorgte sich Aluminiumfolie von Heinrich Alfred Gautschi, der diese nach einem kurz vorher erfundenen Verfahren produzierte, und beklebte die Ballonseide damit. Diese Versuche mit Folienblättern scheiterten zwar; Neher verfolgte die Idee trotzdem weiter, da er davon überzeugt war, dass er sein Ziel mit «endlosen Bändern» aus Aluminiumfolie erreichen könnte.
Er schickte im Frühjahr 1910 seine beiden Vertrauten Erwin Lauber aus Strassburg, der in dieser Zeit Lehrer an einem Privatinstitut in Zürich war, und Alfred Gmür, seinerzeit Student am Polytechnikum Zürich, nach Düsseldorf, um dort in der Walz-Maschinenfabrik August Schmitz eine Maschine zu bestellen, die nach seinen Entwürfen konstruiert war. Nach ersten Versuchen mietete Neher in Emmishofen ein kleines Fabrikgebäude an, wo er insgesamt vier Walzwerke installierte, mit denen er in den nächsten Monaten versuchte, Aluminiumbänder herzustellen.
Nach einigen Fehlschlägen reichte er zusammen mit Erwin Lauber und Alfred Gmür zunächst am 27. Oktober 1910 in der Schweiz eine Patentanmeldung und auf deren Grundlage am 15. September 1911 eine weitere in Grossbritannien ein, auf die am 11. Januar 1912 ein Patent zur Herstellung von Aluminiumfolienbändern erteilt wurde. Zwar waren diese zum Bekleben der seidenen Ballonhüllen nicht geeignet; da Endlosbänder aber rationeller herzustellen waren als Folien nach dem Papier- oder Buchwalzverfahren von Heinrich Alfred Gautschi, drang er auf den Markt für Verpackungsfolie.

### Aluminiumfolie für Verpackung
Mit seinem Verfahren konnten Verpackungsfolien verschiedener Stärken für Lebensmittel wie Schokolade, Schachtelkäse und Tabakwaren sowie verschweisste Packungen wesentlich rationeller hergestellt werden. 1910 gründeten Neher, Lauber und Gmür die Kommanditgesellschaft Dr. Lauber, Neher & Cie. in Emmishofen, die 1912 in eine Aktiengesellschaft umgewandelt wurde und sich ab 1915 Aluminiumwalzerei Emmishofen AG, ab 1918 Robert Victor Neher AG nannte.
Ein grosser Abnehmer seiner Folien war neben mehreren Schokoladenfabriken die Firma Maggi, die ihre Fertigsuppen und Brühwürfel damit verpackte. Um den deutschen Markt bedienen zu können, gründeten Neher und seine Mitgesellschafter 1912 in Singen, dem Standort der deutschen Niederlassung von Maggi, die Dr. Lauber, Neher & Co. GmbH, aus der die Aluminium-Walzwerke Singen GmbH hervorgingen.
Im selben Jahr expandierte Neher in Deutschland, indem er die Singener Werke mit der von Emil Tscheulin geleiteten Aluminium GmbH in Teningen zu einer Gesellschaft zusammenführte. Die Betriebe in der Schweiz und in Deutschland fusionierte er zur Holdinggesellschaft Aluminium-Walzwerke AG (AWAG) mit Sitz in Schaffhausen, dem Stammsitz der Familie Neher.

### Aluminium statt Zinn
Die Abnehmer seiner Aluminiumfolien hatten ihre Produkte bis dahin mit Folien aus Zinn eingepackt. Sie sahen in dem neuen Material mehrere Vorteile. Die Aluminiumfolie war leichter und billiger herzustellen, vor allem hatte Aluminium jedoch den Vorteil, dass dieses Metall anders als Zinn nicht an der Börse gehandelt wurde und damit der Preis nicht ständig schwankte und damit eine vernünftige Kostenkalkulation erschwerte.
Anfangs machte die Umstellung von Zinn- auf Aluminiumfolie grosse Schwierigkeiten, weil die Lebensmittelhersteller ihre Einwickelmaschinen weiter verwenden wollten, die Eigenschaften der beiden Metalle jedoch sehr unterschiedlich sind. Neher stellte deshalb einen Fachmann für Verpackungsmaschinen ein, den er zu seinen Kunden schickte, um die notwendigen Umbauten an deren Maschinen auf seine Kosten vorzunehmen. Parallel dazu setzte er alle Energie zur Entwicklung neuer Verpackungssysteme ein und wirkte darauf hin, dass die Hersteller von Verpackungsmaschinen ihre Produkte auf die Aluminiumfolie und die optimierten Verpackungssysteme abänderten.

### Erweiterte Anwendung
Nachdem die Aluminiumfolien auf Rollen mit einer Bandlänge von 6000 bis 9000 Meter ausgeliefert werden konnten und auch die geeigneten Verpackungsmaschinen zur Verfügung standen, wuchs das Interesse für die Folien nicht nur bei Schokoladen- und Suppenherstellern. Tee, Cichorie, Biskuits, Käse, Butter, Margarine, Seife und Eiscreme sind nur einige Produkte, die von da an mit Aluminiumfolie verpackt wurden. Von grosser Bedeutung war die Aluminiumfolie als Voraussetzung für Wickelkondensatoren im aufstrebenden Zukunftsmarkt der Nachrichtentechnik.
1915 begann Neher in Emmishofen, Aluminiumfolie zu färben, zu prägen und zu bedrucken. Diese Veredlung gab es zwar schon seit mehreren Jahrzehnten, zunächst von Zinnfolien, dann auch von Aluminiumfolienblättern, die nach dem Verfahren Gautschi hergestellt worden waren. Nehers Verdienst ist die Konstruktion von Spezialmaschinen, mit deren Hilfe die von ihm produzierten Endlosrollen veredelt werden konnten.
Neher hat die Weiterentwicklung seiner Technik in seinem Unternehmen, etwa das Kaschieren von Aluminiumfolie auf Papier, Karton oder auf Stoffe, nicht mehr erlebt. Er erwarb 1917 das Schloss Pflanzberg in Tägerwilen und wurde Anfang des folgenden Jahres als Kavalleriehauptmann und Kommandant der Dragoner-Schwadrons 19 in die Schweizer Armee eingezogen. Im November des gleichen Jahres fiel Neher der Spanischen Grippe zum Opfer.